# Skjaldmö

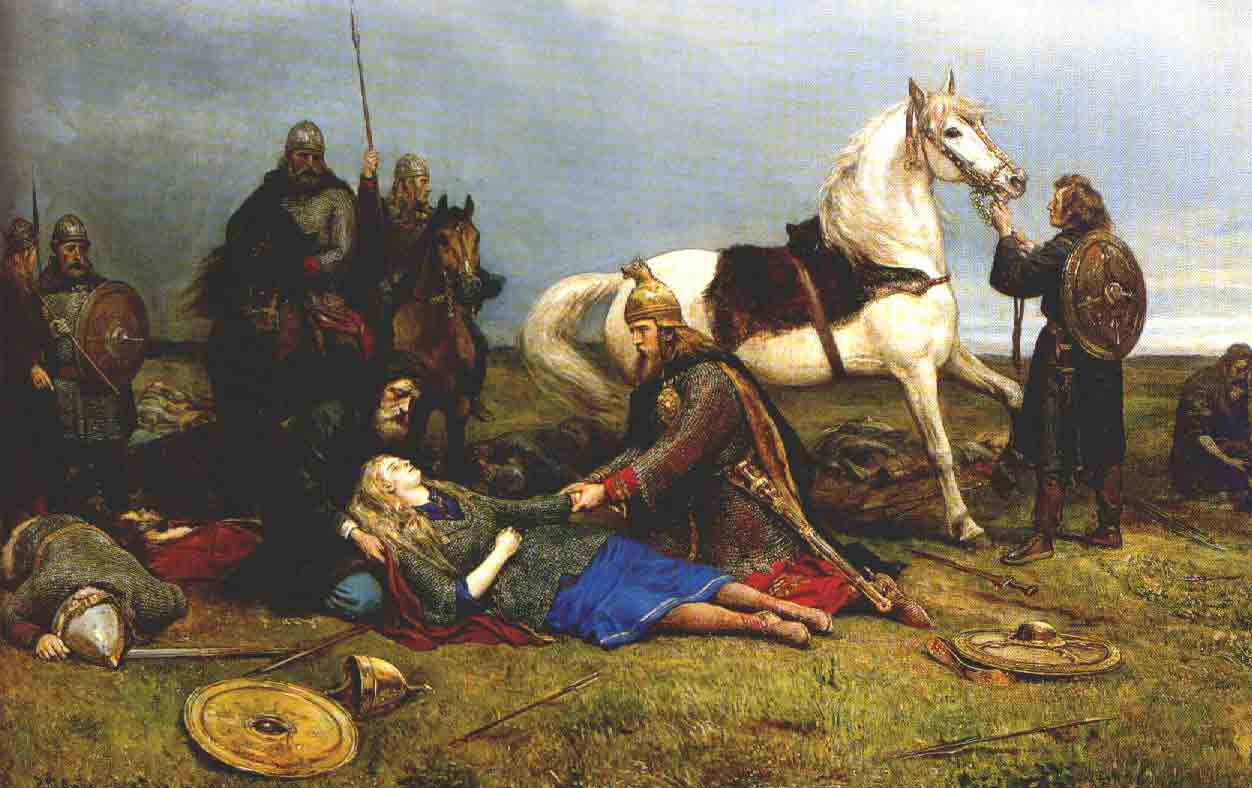
Hervör morint després de la batalla contra els huns, pintura de Peter Nicolai Arbo

Una skjaldmö (skjaldmær en islandès, sköldmö en suec) o donzella escudera, era una dona que havia decidit batallar com un guerrer, d'acord amb la mitologia nòrdica. Són esmentades amb freqüència a les sagues, com la Hervarar saga ok Heiðreks o la Gesta Danorum, entre d'altres.
D'acord amb l'enciclopèdia sueca Nordisk familjebok, les skjaldmö apareixen també a històries d'altres nacions germàniques: els gots, i les tribus dels cimbres i marcomans. Van ser la inspiració per les valquíries. Exemples de noms de skjaldmö esmentades a sagues nòrdiques poden ser Brunilda a la Völsunga saga, Hervör a la Hervarar saga ok Heiðreks, la princesa sueca Thornbjörg a Hrólfs saga Gautrekssonar i Hed, Visna, Veborg i Rusla a la Gesta Danorum. El mateix Saxo Grammaticus les definia així:
«Van haver-hi entre els danesos dones que, transformant la seva bellesa en aires virils, consagraven gairebé tota la seva vida a pràctiques guerreres.»
Segons Saxo, tres-centes donzelles van batallar al costat danès a la batalla de Brávellir. També existeix una cita sobre la guàrdia varega bizantina i una derrota al camp de batalla l'any 971 contra les forces de Sviatoslav I de Kíev, on apareixen dones armades entre els morts, per a sorpresa dels vencedors.